# DON'T STOP 恋愛中
「DON'T STOP 恋愛中」（ドント ストップ れんあいちゅう）は、T&Cボンバーの7枚目のシングル。2000年4月19日発売。

## 概要
前作では不参加だった小湊美和が復帰後、及びT&Cボンバーに改名後としても初めてのシングル。

## 収録曲
全作詞・作曲：つんく
1. DON'T STOP 恋愛中
編曲：河野伸
2. ゴーゴー東京
編曲：高橋諭一
3. DON'T STOP 恋愛中 (Instrumental)

## 参加ミュージシャン
DON'T STOP 恋愛中
- プログラミング：河野伸
- ギター：稲葉政裕
- MC：新堂敦士
- サックス：山本拓夫
- コーラス：T&Cボンバー・つんく

ゴーゴー東京
- プログラミング＆ギター：高橋諭一
- プログラミング：橋本慎
- コーラス：T&Cボンバー・つんく

## カバー
- カントリー娘。に紺野と藤本（モーニング娘。） - シングル「シャイニング 愛しき貴方」（2004年8月4日発売）に収録。